# Karol Morawski
Karol Morawski (Lituania, 1767 – Duszkowo, 18 ottobre 1841) è stato un generale lituano.

## Biografia
Karol era figlio del generale Ignacy Feliks Morawski e di sua moglie Teofilia Konstancja Radziwiłł, figlia a sua volta del maresciallo lituano Michał Kazimierz Radziwiłł Rybeńko. Avviato sin da piccolo alla carriera militare, favorito in questo dalle posizioni del padre e del nonno, dal 1789 divenne colonnello e comandante di reggimento e nel 1792 prese parte alla Guerra russo-polacca di quell'anno, dove si distinse nella battaglia di Brest-Litovsk.
Portatosi a Vilnius, fu attivo nel complotto insurrezionalista locale e venne nominato da Tadeusz Kościuszko al ruolo di comandante dell'esercito lituano. Nel 1794, mentre stava effettivamente per ricoprire questa funzione, venne catturato dai russo ed inviato in Siberia, venendo rilasciato l'anno successivo per intervento dello zar Paolo I di Russia. Dal 1797 prese servizio nell'esercito russo col grado di maggiore generale. Con il governo dello zar Alessandro I di Russia venne nominato suo ciambellano.
Nel 1812, entrò in servizio col grado di maggiore generale nell'esercito del Ducato di Varsavia e quindi divenne ufficiale di stato maggiore di Napoleone Bonaparte, prendendo poi parte alle successive campagne delle guerre napoleoniche. Dopo la caduta di Napoleone, fece ritorno in Lituania, abbandonando però definitivamente la carriera militare e dedicandosi alla gestione delle sue proprietà.